# Utricularia lowriei
Utricularia lowriei — вид рослин із родини пухирникових (Lentibulariaceae).
Видовий епітет вшановує ботаніка та колегу Аллена Лоурі (англ. Allen Lowrie), який значно просунув вивчення Drosera, Stylidium та Utricularia.

## Біоморфологічна характеристика
Невелика, ймовірно, однорічна, наземна або підводна трав'яниста рослина. Ризоїди численні, капілярні, прості, у довжину до 6 мм, у товщину 0.1 мм. Столони нечисленні, ниткоподібні, у товщину 0.1–0.2 мм, нерозгалужені, у довжину до 30 мм, довжиною міжвузля ≈ 5 мм. Листків кілька, по два-три з основи квітконіжки і 1 з міжвузлів столона; пластинка вузько-зворотно-яйцювата, ≈ 2–3 × 0.3 мм, одна жилка, верхівка закруглена. Пастки нечисленні, біля основи квітконіжки й одна на вузол столона, яйцеподібні, 0.75 мм завдовжки. Суцвіття прямовисне, 40–70 мм завдовжки. Квітки 1. Частки чашечки нерівні; верхня частка ≈ 1.7 мм завдовжки, 1.6 мм завширшки, довгаста, опукла з закругленою верхівкою; нижня частка ≈ 1 мм завдовжки, 1.2 мм ушир, яйцеподібна з роздвоєною верхівкою. Віночок від червонувато-коричневого до абрикосового забарвлення. Коробочка яйцеподібна, у діаметрі ≈ 1.5 мм. Насіння яйцеподібне, 0.15–0.2 мм завдовжки. Пилок ≈ 28 × 28 мкм. Квіти зафіксовані в липні. Квіти не виділяють явного аромату.

## Середовище проживання
Цей вид є ендеміком північно-східної Австралії (Квінсленд), де він відомий з невеликої за кількістю популяцій на півострові Кейп-Йорк.
Цей вид зустрічається у постійно вологих піщаних субстратах; на висотах від 0 до 50 метрів.